# ショッパーズモールなかま
ショッパーズモールなかまはかつて福岡県中間市にあったショッピングセンター。グリーンプラザ開発株式会社が運営していた。
前身であるダイエー中間店、バンドール中間店、ショッパーズモール中間、および跡地で営業しているプラザモールなかまとイオンなかま店（2代目）についても記述する。

## 概要
中間市と北九州市八幡西区中南部における商業施設（ショッピングセンター）である。建物運営はグリーンプラザ開発株式会社。
1978年に東館に当たる建物にダイエー中間店が開業。その後、大型のショッピングセンターの計画が持ち上がり、1983年に地元ディベロッパー会社が建設する「中間プラザビル（仮称）」内に「プランタン中間」が売場面積12,300 m2を使って出店することが決まった。
拡張の手は止まることなく1998年（平成10年）11月20日には現在のモール館にあたる専門店ビル「中間アミューズプラザ21C」が開業。アメリカの映画興行大手「AMCエンターテイメント・インターナショナル」と手を組み、一か所では国内最多の16スクリーン（2600席）のシネコンを併設した。この時、3つの建物の総称「ショッパーズモール中間」が誕生した。
2021年9月30日、ダイエー中間店の開業時から使われてきた東館が築43年と老朽化もあり閉店し、東館は建物を建て替えられることになった。東館の閉鎖後、西館とモール館については改装が行われ、2022年4月20日に「プラザモールなかま」としてリニューアルされた（プラザモールなかまの運営は引き続きグリーンプラザ開発が行う）。
2023年3月10日には東館跡地にイオンなかま店が平屋建ての本棟と複数の別棟で構成された2代目店舗として再開業した（イオン別棟の2店舗は同年6月から7月にかけて順次オープンした）。

## 歴史
- 1978年（昭和53年）9月28日 - 「ダイエー中間店」開業[7]（後の東館に相当）。
- 1993年（平成5年）12月1日 - 「バンドール中間店」開業[8]（後の西館に相当）。
- 1998年（平成10年）11月20日 - 「専門店街」を増設し、ショッパーズモール中間として新装開業[9]。同専門店街に「AMCなかま16」が開業。
- 2002年（平成14年）3月1日 - 全面改装、「バンドール中間店」に代わりファッション系の専門店を新設。施設から直営部分まで一体化して名称をショッパーズモールなかまに改称。[要出典]
- 2005年（平成17年） - モール館4階の「AMCなかま16」が「ユナイテッド・シネマなかま16」に改称。[要出典]
- 2012年（平成24年）
  - 1月15日 - 18年間営業してきた西館を閉店（最終日15日は18:00にて閉店）。東館及びモール館のみの営業となる。[要出典]
  - 3月10日 - 東館とモール館がリニューアルオープン。全面改装。[要出典]
  - 7月12日 - 西館2Fにボウリング場「スポルトなかま」を新設。以降西館の改装を実施し秋に再開店。[要出典]
- 2015年（平成27年）9月1日 - イオンストア九州に「ダイエーショッパーズモールなかま店」の営業権が承継、店舗運営をイオン九州に委託[10]。同時に店名をダイエー ショッパーズモールなかまからイオンなかま店に変更。[要出典]
- 2020年（令和2年）9月1日 - イオン九州がイオンストア九州を吸収合併したことに伴い、営業権がイオン九州へ承継される[広報 3]。
- 2021年（令和3年）
  - 9月30日 - 老朽化により東館[3][4]とモール館が閉館。これに伴って、イオンなかま店が閉店する。[要出典]
  - 10月17日 - 西館のユニクロとマツモトキヨシが閉店。[要出典]
  - 10月24日 - 西館がリニューアルに伴い一時閉館。2022年春ごろの再開を目指す。[要出典]このとき福岡県にトライアル開業の届け出が行われていた[11]
  - 11月20日 - モール館のユナイテッド・シネマなかま16が営業再開[要出典][注釈 2]。
- 2022年（令和4年）
  - 4月13日 - 西館に新たな核店舗となるディスカウントストア「メガセンタートライアル中間店」が先行開業[5]。
  - 4月20日 - 西館とモール館が「プラザモールなかま」としてリニューアルオープン[5]。
- 2023年（令和5年）
  - 3月10日 - 東館跡地に「イオンなかま店」が建て替え再開業[広報 2]。

## 交通アクセス

### 自家用車
- 県道48号線 蓮花寺交差点すぐ。

### 交通機関
- 筑豊電気鉄道通谷駅から徒歩5分。
- JR中間駅から徒歩20分。
- 中間市内から西鉄バス『通谷電停』、または北九州市から74番系統『犬王』下車。